# Hiatulopsis
Hiatulopsis is een geslacht van schimmels uit de familie van de Agaricaceae. De typesoort is Hiatulopsis amara.

## Soorten
Volgens Index Fungorum telt het geslacht twee soorten:
| Soortnaam              | Auteur(s)                 | Publicatiejaar |
| ---------------------- | ------------------------- | -------------- |
| Hiatulopsis amara      | (Beeli) Singer & Grinling | 1967           |
| Hiatulopsis aureoflava | Singer                    | 1989           |